# Carrarese Calcio 1908 2021-2022
Questa voce raccoglie le informazioni riguardanti la Carrarese Calcio 1908 nelle competizioni ufficiali della stagione 2021-2022.

## Stagione
Nella stagione 2021-2022 la Carrarese disputa il girone B del campionato di Serie C, con 45 punti ottiene il decimo posto, ultimo posto utile per poter disputare i Play-off. Nei quali incrocia il Pescara, costringendolo al pareggio (2-2) interno, ma non sufficiente per superare il turno, in quanto gli abruzzesi si sono piazzati quinti in campionato. I gialloazzurri allenati anche per questa stagione dal confermato Antonio Di Natale, in campionato hanno raccolto 23 punti nel girone di andata e 22 nel girone di ritorno, posizionandosi costantemente in una zona mediana di classifica, in lotta per ottenere un posto nei Play-off. Nella Coppa Italia di Serie C i carraresi sono subito usciti dal torneo nel primo turno, superati (2-1) dall'Imolese.

## Divise e sponsor
Lo sponsor tecnico per la stagione 2021-2022 è Givova.
| Casa | Trasferta |

## Organigramma societario

### Staff tecnico
- Antonio Di Natale - Allenatore
- Marco Ceccomori - Vice allenatore
- Simone Nista - Preparatore dei portieri
- Simone Balloni - Preparatore atletico
- Gioacchino Bedini - Recupero infortunati
- Marco Piolanti - Medico sociale
- Giampaolo Poletti - Medico sociale
- Andrea Biagini - Fisioterapista
- Giacomo Schembri - Fisioterapista

## Rosa
Rosa tratta dal sito ufficiale della Carrarese
| N. |                       | Ruolo | Calciatore             |
| -- | --------------------- | ----- | ---------------------- |
| 1  | Italia (bandiera)     | P     | Gregorio Capponi       |
| 2  | Italia (bandiera)     | D     | Salvatore Santochirico |
| 3  | Italia (bandiera)     | D     | Marco Imperiale        |
| 4  | Montenegro (bandiera) | D     | Minel Šabotić          |
| 5  | Italia (bandiera)     | C     | Thomas Battistella     |
| 6  | Italia (bandiera)     | C     | Luca Berardocco        |
| 7  | Italia (bandiera)     | D     | Alessio Girgi          |
| 7  | Italia (bandiera)     | A     | Elia Petrelli          |
| 8  | Italia (bandiera)     | C     | Andrea Luci            |
| 8  | Italia (bandiera)     | D     | Federico Bevilacqua    |
| 9  | Italia (bandiera)     | A     | Saveriano Infantino    |
| 10 | Italia (bandiera)     | A     | Gianluca D'Auria       |
| 11 | Italia (bandiera)     | A     | Elia Galligani         |
| 12 | Italia (bandiera)     | P     | Simone Barone          |
| 13 | Italia (bandiera)     | A     | Antonio Energe         |
| 14 | Italia (bandiera)     | C     | Tommaso Bertipagani    |

| N. |                    | Ruolo | Calciatore          |
| -- | ------------------ | ----- | ------------------- |
| 15 | Italia (bandiera)  | D     | Antonio Marino      |
| 17 | Italia (bandiera)  | C     | Giovanni Foresta    |
| 18 | Italia (bandiera)  | C     | Matteo Figoli       |
| 19 | Italia (bandiera)  | C     | Lorenzo Pasciuti    |
| 20 | Estonia (bandiera) | C     | Georgi Tunjov       |
| 21 | Grecia (bandiera)  | D     | Arensi Rota         |
| 22 | Italia (bandiera)  | P     | Thomas Vettorel     |
| 23 | Albania (bandiera) | D     | Sergio Kalaj        |
| 24 | Francia (bandiera) | A     | Abdou Doumbia       |
| 27 | Italia (bandiera)  | D     | Davide Grassini     |
| 29 | Italia (bandiera)  | D     | Alessandro Semprini |
| 30 | Italia (bandiera)  | A     | Simone Bramante     |
| 32 | Italia (bandiera)  | C     | Andrea Mazzarani    |
| 47 | Italia (bandiera)  | P     | Stefano Mazzini     |
| 68 | Italia (bandiera)  | D     | Omar Khailoti       |
| 99 | Italia (bandiera)  | A     | Niccolò Giannetti   |

## Risultati

### Serie C - girone B

#### Girone di andata
| Arbitro: | Gigliotti (Cosenza) |

|              |           |            |
| Magnaghi 22’ | Marcatori | 59’ Energe |

| Arbitro: | Perenzoni (Rovereto) |

|                 |           |                            |
| Battistella 34’ | Marcatori | 13’ De Marchi 79’ Memushaj |

| Arbitro: | Zanotti (Rimini) |

|                                       |           |  |
| Paloschi 45’ Acquadro 56’ Montiel 89’ | Marcatori |  |

| Arbitro: | Di Cicco (Lanciano) |

|                           |           |              |
| Galligani 51’ Doumbia 80’ | Marcatori | 26’ Cretella |

| Arbitro: | Ubaldi (Roma) |

|            |           |  |
| Tunjov 68’ | Marcatori |  |

| Arbitro: | Grasso (Ariano Irpino) |

|                               |           |  |
| Neglia 72’, 90+1’ Rosafio 88’ | Marcatori |  |

| Arbitro: | Di Francesco (Ostia Lido) |

|                        |           |                          |
| Doumbia 72’ Energe 78’ | Marcatori | 44’ Barranca 60’ Gambale |

| Arbitro: | Gauzolino (Torino) |

|                            |           |                                             |
| Turchetta 2’ Padovan 90+1’ | Marcatori | 10’ Doumbia 40’ Kalaj 57’ Luci 59’ Bramante |

| Arbitro: | De Angeli (Milano) |

|              |           |  |
| Energe 90+5’ | Marcatori |  |

| Arbitro: | Mucera (Palermo) |

|                                                       |           |  |
| Bulevardi 26’ Aurelio 40’ Oukhadda 88’ Spalluto 90+4’ | Marcatori |  |

| Arbitro: | Zamagni (Cesena) |

|             |           |             |
| D'Auria 56’ | Marcatori | 73’ Dessena |

| Arbitro: | Centi (Terni) |

|                               |           |  |
| Armellino 6’ Paulo Azzi 90+4’ | Marcatori |  |

| Arbitro: | Mirabella (Napoli) |

|                                         |           |                    |
| Lella 15’, 39’ Mancini 56’ Brignani 68’ | Marcatori | 48’ (aut.) Emerson |

| Arbitro: | Marotta (Sapri) |

|                 |           |                   |
| Battistella 61’ | Marcatori | 82’ (rig.) Sereni |

| Pesaro 21 novembre 2021 15ª giornata | Vis Pesaro       | 0 – 0 | Carrarese | Stadio Tonino Benelli\| Arbitro: \| Leone (Barletta) \| |
| Arbitro:                             | Leone (Barletta) |       |           |                                                         |

| Arbitro: | Baratta (Rossano) |

|                                                             |           |  |
| D'Auria 43’ Figoli 53’ Mazzarani 64’ (rig.) Gallegani 90+1’ | Marcatori |  |

| Lucca 4 dicembre 2021 17ª giornata | Lucchese           | 0 – 0 | Carrarese | Stadio Porta Elisa\| Arbitro: \| Calzavara (Varese) \| |
| Arbitro:                           | Calzavara (Varese) |       |           |                                                        |

| Arbitro: | Carella (Bari) |

|                 |           |             |
| Battistella 40’ | Marcatori | 56’ Pierini |

| Viterbo 19 dicembre 2021 19ª giornata | Viterbese          | 0 – 0 | Carrarese | Stadio Enrico Rocchi\| Arbitro: \| Virgilio (Trapani) \| |
| Arbitro:                              | Virgilio (Trapani) |       |           |                                                          |

#### Girone di ritorno
| Arbitro: | Madonia (Palermo) |

|                         |           |  |
| Pasciuti 52’ Tunjov 84’ | Marcatori |  |

| Arbitro: | Caldera (Como) |

|              |           |              |
| Pompetti 40’ | Marcatori | 58’ Petrelli |

| Arbitro: | Mucera (Palermo) |

|                                          |           |                |
| Battistella 48’ Giannetti 74’ Figoli 86’ | Marcatori | 14’ Caccavallo |

| Grosseto 23 gennaio 2022 23ª giornata | Grosseto         | 0 – 0 | Carrarese | Stadio Carlo Zecchini\| Arbitro: \| Diop (Treviglio) \| |
| Arbitro:                              | Diop (Treviglio) |       |           |                                                         |

| Fermo 30 gennaio 2022 24ª giornata | Fermana           | 0 – 0 | Carrarese | Stadio Bruno Recchioni\| Arbitro: \| Cavaliere (Paola) \| |
| Arbitro:                           | Cavaliere (Paola) |       |           |                                                           |

| Arbitro: | N. Marini (Trieste) |

|            |           |             |
| Tunjov 72’ | Marcatori | 64’ Zamparo |

| Arbitro: | D'Eusanio (Faenza) |

|              |           |               |
| Giordani 54’ | Marcatori | 90+5’ D'Auria |

| Carrara 16 febbraio 2022 27ª giornata | Carrarese     | 0 – 0 | Imolese | Stadio dei Marmi\| Arbitro: \| Centi (Terni) \| |
| Arbitro:                              | Centi (Terni) |       |         |                                                 |

| Arbitro: | Pezzopane (L'Aquila) |

|                                        |           |  |
| Sottini 10’ Di Massimo 23’ Martina 81’ | Marcatori |  |

| Arbitro: | Gemelli (Messina) |

|            |           |  |
| Energe 12’ | Marcatori |  |

| Arbitro: | Delrio (Reggio Emilia) |

|                                   |           |  |
| Coppolaro 8’ Karic 43’ Merkaj 63’ | Marcatori |  |

| Arbitro: | Cascone (Nocera Inferiore) |

|                               |           |                                  |
| Giannetti 62’ Battistella 85’ | Marcatori | 7’ T. Silvestri 50’, 72’ Minesso |

| Arbitro: | De Angeli (Milano) |

|                      |           |            |
| Giannetti 12’ (rig.) | Marcatori | 90+4’ Udoh |

| Arbitro: | Madonia (Palermo) |

|                 |           |  |
| Rolfini 5’, 17’ | Marcatori |  |

| Arbitro: | Gauzolino (Torino) |

|                                                     |           |              |
| Figoli 14’ Doumbia 22’ Bramante 68’ Battistella 84’ | Marcatori | 49’ Acquadro |

| Arbitro: | Leone (Barletta) |

|                              |           |                       |
| Bernardotto 42’ D'Andrea 55’ | Marcatori | 90+3’ (aut.) Codromaz |

| Arbitro: | Zucchetti (Foligno) |

|             |           |  |
| A. Rota 76’ | Marcatori |  |

| Arbitro: | Virgilio (Trapani) |

|                                                                  |           |  |
| Ilari 12’, 58’ Pittarello 32’ Caturano 47’ Frieser 70’ Ciofi 74’ | Marcatori |  |

| Arbitro: | Caldera (Como) |

|                 |           |                                      |
| Battistella 12’ | Marcatori | 48’ O. Urso 59’ Polidori 90+5’ Adopo |

### Play-off
| Arbitro: | Bitonti (Bologna) |

|                  |           |                          |
| Cernigoi 8’, 79’ | Marcatori | 21’ Pasciuti 35’ D'Auria |

### Coppa Italia Serie C
| Arbitro: | Pezzopane (L'Aquila) |

|                            |           |            |
| Stanco 5’ L. Benedetti 87’ | Marcatori | 70’ Figoli |